# Antonio Racioppi
Antonio Racioppi (* 1925 in Rom; † 26. September 2013 ebenda) war ein italienischer Filmregisseur und Drehbuchautor.

## Leben
Racioppi diplomierte (nach Abschluss in Rechtswissenschaften) 1951 am Centro Sperimentale di Cinematografia im Fach Regie und widmete sich zunächst dem Kurz- sowie dem Dokumentarfilm. 1956 legte er, unter der Gesamtleitung von Luigi Zamnpa, sein Spielfilmdebüt Tempo di villeggiatura vor. trotz des Publikums- und Kritikererfolges dieses Erstlings drehte Racioppi in den Folgejahren vergleichsweise wenige und wenig mehr als durchschnittliche Filme verschiedener Genres, die auch nur auf mittleres Publikumsinteresse stießen. Von 1967 bis 1972 schrieb er auch eine Handvoll Drehbücher für andere Regisseure. Dabei waren erotische Motive eine Konstante seines Wirkens.
Es liegen auch Bühnenstücke von Racioppi vor, der hin und wieder Engagements als Theaterregisseur annahm. So war er zwischen 1962 und 1971 inszenatorisch ausschließlich mit der Bühne verbunden, wobei er sechs eigene Stücke inszenierte.

## Filmografie (Auswahl)
Regisseur, Drehbuchautor
- 1956: Das fröhliche Urlaubshotel (Tempo di villeggiatura)
- 1973: Auch Killer müssen sterben (La Mano Nera)
- 1986: Infinito (Fernsehfilm)

Drehbuchautor
- 1958: Kastell der Verräter (Il cavaliere senza terra)
- 1967: Wer stirbt schon gern im Bett (K.O va' e uccidi)
- 1968: Die Unbefriedigte (Brucia, ragazzo, brucia)
- 1969: Die Jungfrau mit der scharfen Klinge (Zenabel)
- 1976: Apache Woman (Una donna chiamata Apache)

## Bühnenwerke
- 1961: Il principe consorte
- 1964: Quarto giorno di primavera
- 1965: La ballata dello stivale
- 1966: Roma baffuta
- 1968: 7 cieli di speranza
- 1970: Il posto delle meraviglie